# Loricosaurus
Loricosaurus (wat 'pantserhagedis' betekent) is een dubieus geslacht van uitgestorven sauropoden, vertegenwoordigd door een enkele soort. Het is een titanosauriër die tegen het einde van het Laat-Krijt leefde, ongeveer 71 miljoen jaar geleden in het Vroeg-Maastrichtien, gevonden in de provincie Neuquen in Argentinië in de Allenformatie. Vanwege de aanwezigheid van een pantser dacht men eerst dat het een ankylosauriër was, maar tegenwoordig wordt het beschouwd als het pantser van een titanosauriër.

## Pantser
Het pantser van Loricosaurus heeft voor enige controverse gezorgd. Toen Friedrich von Huene het voor het eerst beschreef, dacht hij dat het afkomstig was van een ankylosauriër. Later werd ontdekt dat het niet tot ankylosauriërs behoorde, maar tot de titanosauriërs. Nu wordt aangenomen dat het mogelijk tot Neuquensaurus of Saltasaurus behoort.

## Soort
In 1929 beschreef Von Huene Loricosaurus op basis van enkele pantserosteodermen die in Argentinië waren gevonden. De typesoort Loricosaurus scutatus, wordt nu beschouwd als mogelijk een synoniem van Neuquensaurus. De geslachtsnaam is afgeleid van lorica, 'kuras'. De soortaanduiding is afgeleid van het Latijn scutatum, 'klein pantserchild'. Meestal ziet men het als een nomen dubium. De syntypen, gevonden bij Cinco Saltas, bestaan uit zesentwintig osteodermen met de nummers MLP CS 1210, 1213, 1214, 1215, 12118, 1219, 1220, 1221, 1226, 1228, 1229, 1230, 1231, 1232, 1235, 1237, 1470, 1471, 1472, 1473, 1474, 1475, 1476, 1477, 2006 en 2010.